# هندسه مولکولی خطی

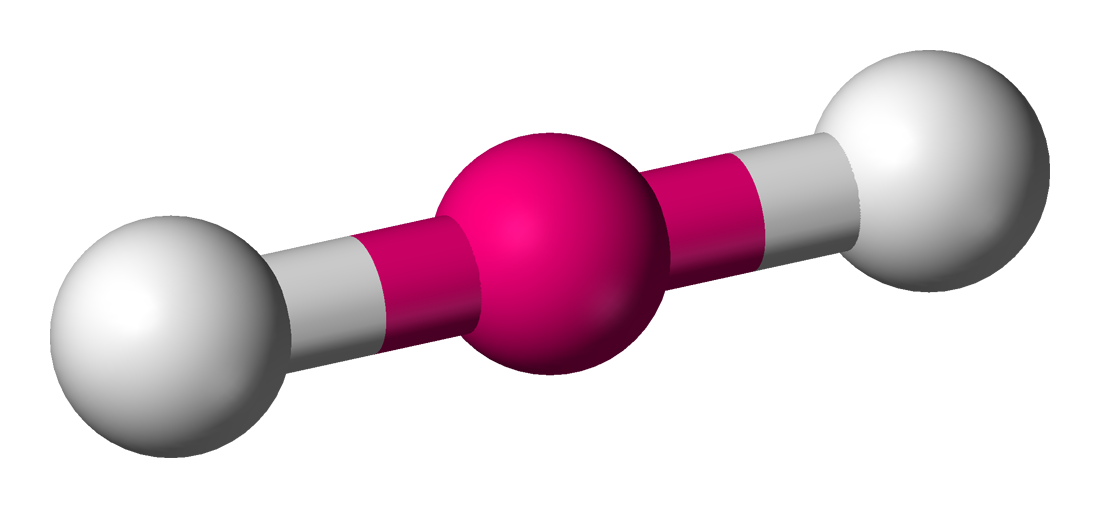
تجسمی از ساختار ایده‌آل برای یک ترکیب با مولکول خطی.

هندسه مولکولی خطی(به انگلیسی: Linear molecular geometry) در علم شیمی بیانگر نحوه اتصال سه یا تعداد بیشتری از اتم ها در یک مولکول به شیوه‌ای که زاویه پیوندی در آن‌ها ۱۸۰ درجه می‌باشد را توصیف می‌کند.استیلن نمونه‌ای از این دسته است که اتم کربن مرکزی در آن با داشتن اوربیتال پیوندی sp ساختار هندسی خطی دارد.نمونه‌های دیگر این ترکیبات CO۲ و  HCN هستند.همچنین N۳− و SCN− نمونه‌هایی از آنیون های خطی و NO۲+ نمونه‌ای از یک کاتیون با ساختار هندسی خطی است.